# Lijst van voetbalinterlands Chili - Colombia
Deze lijst van voetbalinterlands is een overzicht van alle officiële voetbalwedstrijden tussen de nationale teams van Chili en Colombia. De Zuid-Amerikaanse landen speelden tot op heden 44 keer tegen elkaar. De eerste ontmoeting was op 31 januari 1945 tijdens de Copa América 1945 in Santiago. Het laatste duel, een kwalificatiewedstrijd voor het Wereldkampioenschap voetbal 2026, werd gespeeld op 15 oktober 2024 in Barranquilla.

## Wedstrijden
| №  | Plaats         | Datum             | Competitie                     | Wedstrijd        | Uitslag |
| -- | -------------- | ----------------- | ------------------------------ | ---------------- | ------- |
| 1  | Santiago       | 31 januari 1945   | Copa América 1945              | Chili – Colombia | 2 – 0   |
| 2  | Guayaquil      | 29 december 1947  | Copa América 1947              | Chili – Colombia | 4 – 1   |
| 3  | Rio de Janeiro | 20 april 1949     | Copa América 1949              | Chili – Colombia | 1 – 1   |
| 4  | Lima           | 21 maart 1957     | Copa América 1957              | Chili – Colombia | 3 – 2   |
| 5  | Santiago       | 1 augustus 1965   | WK 1966 kwalificatie           | Chili – Colombia | 7 – 2   |
| 6  | Barranquilla   | 7 augustus 1965   | WK 1966 kwalificatie           | Colombia – Chili | 2 – 0   |
| 7  | Santiago       | 30 november 1966  | Copa América 1967 kwalificatie | Chili – Colombia | 5 – 2   |
| 8  | Bogota         | 11 december 1966  | Copa América 1967 kwalificatie | Colombia – Chili | 0 – 0   |
| 9  | Bogota         | 15 juni 1969      | Vriendschappelijk              | Colombia – Chili | 3 – 3   |
| 10 | Bogota         | 15 augustus 1979  | Copa América 1979              | Colombia – Chili | 1 – 0   |
| 11 | Santiago       | 5 september 1979  | Copa América 1979              | Chili – Colombia | 2 – 0   |
| 12 | Santiago       | 10 maart 1981     | Vriendschappelijk              | Chili – Colombia | 1 – 0   |
| 13 | Bogota         | 19 maart 1981     | Vriendschappelijk              | Colombia – Chili | 1 – 2   |
| 14 | Bogota         | 14 juli 1983      | Vriendschappelijk              | Colombia – Chili | 2 – 2   |
| 15 | Santiago       | 21 februari 1985  | Vriendschappelijk              | Chili – Colombia | 1 – 1   |
| 16 | Córdoba        | 8 juli 1987       | Copa América 1987              | Chili – Colombia | 2 – 1   |
| 17 | Bogota         | 5 februari 1989   | Vriendschappelijk              | Colombia – Chili | 1 – 0   |
| 18 | Santiago       | 17 juli 1991      | Copa América 1991              | Chili – Colombia | 1 – 1   |
| 19 | Santiago       | 20 mei 1993       | Vriendschappelijk              | Chili – Colombia | 1 – 1   |
| 20 | Bogota         | 6 juni 1993       | Vriendschappelijk              | Colombia – Chili | 1 – 0   |
| 21 | Barranquilla   | 1 september 1996  | WK 1998 kwalificatie           | Colombia – Chili | 4 – 1   |
| 22 | Santiago       | 5 juli 1997       | WK 1998 kwalificatie           | Chili – Colombia | 4 – 1   |
| 23 | Santiago       | 22 april 1998     | Vriendschappelijk              | Chili – Colombia | 2 – 2   |
| 24 | Luque          | 11 juli 1999      | Copa América 1999              | Colombia – Chili | 2 – 3   |
| 25 | Santiago       | 2 september 2000  | WK 2002 kwalificatie           | Chili – Colombia | 0 – 1   |
| 26 | Barranquilla   | 17 juli 2001      | Copa América 2001              | Colombia – Chili | 2 – 0   |
| 27 | Bogota         | 7 november 2001   | WK 2002 kwalificatie           | Colombia – Chili | 3 – 1   |
| 28 | Santiago       | 5 september 2004  | WK 2006 kwalificatie           | Chili – Colombia | 0 – 0   |
| 29 | Barranquilla   | 8 oktober 2005    | WK 2006 kwalificatie           | Colombia – Chili | 1 – 1   |
| 30 | Santiago       | 16 augustus 2006  | Vriendschappelijk              | Chili – Colombia | 1 – 2   |
| 31 | Santiago       | 10 september 2008 | WK 2010 kwalificatie           | Chili – Colombia | 4 – 0   |
| 32 | Medellin       | 10 oktober 2009   | WK 2010 kwalificatie           | Colombia – Chili | 2 – 4   |
| 33 | Den Haag       | 29 maart 2011     | Vriendschappelijk              | Colombia – Chili | 0 – 2   |
| 34 | Santiago       | 11 september 2012 | WK 2014 kwalificatie           | Chili – Colombia | 1 – 3   |
| 35 | Barranquilla   | 11 oktober 2013   | WK 2014 kwalificatie           | Colombia − Chili | 3 − 3   |
| 36 | Santiago       | 12 november 2015  | WK 2018 kwalificatie           | Chili – Colombia | 1 – 1   |
| 37 | Chicago        | 22 juni 2016      | Copa América Centenario        | Colombia − Chili | 0 – 2   |
| 38 | Barranquilla   | 10 november 2016  | WK 2018 kwalificatie           | Colombia − Chili | 0 − 0   |
| 39 | São Paulo      | 28 juni 2019      | Copa América 2019              | Colombia − Chili | 0 − 0   |
| 40 | Alicante       | 12 oktober 2019   | Vriendschappelijk              | Colombia − Chili | 0 − 0   |
| 41 | Santiago       | 13 oktober 2020   | WK 2022 kwalificatie           | Chili − Colombia | 2 − 2   |
| 42 | Barranquilla   | 9 september 2021  | WK 2022 kwalificatie           | Colombia − Chili | 3 − 1   |
| 43 | Santiago       | 12 september 2023 | WK 2026 kwalificatie           | Chili − Colombia | 0 − 0   |
| 44 | Barranquilla   | 15 oktober 2024   | WK 2026 kwalificatie           | Colombia − Chili | 4 − 0   |

## Samenvatting
| Competitie                | Totaal gespeeld | Winst Chili | Gelijk | Winst Colombia | Doelsaldo Chili – Colombia |
| ------------------------- | --------------- | ----------- | ------ | -------------- | -------------------------- |
| WK-kwalificatie           | 18              | 4           | 7      | 7              | 30 − 32                    |
| Copa América              | 12              | 7           | 3      | 2              | 20 − 11                    |
| Copa América-kwalificatie | 2               | 1           | 1      | 0              | 5 − 2                      |
| Vriendschappelijk         | 12              | 3           | 6      | 3              | 15 − 14                    |
| Totaal                    | 44              | 15          | 17     | 12             | 70 − 59                    |

Wedstrijden bepaald door strafschoppen worden, in lijn met de FIFA, als een gelijkspel gerekend.

## Details

### Achtste ontmoeting
| Copa América 1967 kwalificatie (Bogota, Colombia, 11 december 1966): |              | |
| Colombia | 0 – 0        | Chili |
| | goals        | |
| César López Fretes | bondscoach   | Alejandro Scopelli |
| Heriberto Solís Hermenegildo Segrera Hugo Márquez Óscar López Alfonso Cañón Bernardo Valencia Efraín Castillo Mario Agudelo 46' Delio Gamboa Jorge Ramírez Gallego 46' Uriel Cadavid | opstellingen | Juan Olivares Elías Figueroa Hugo Villanueva Humberto Cruz Ignacio Prieto Víctor Adriazola Roberto Hodge 46' Armando Tobar Julio Gallardo 46' Osvaldo Castro Pedro Araya |
| Gonzalo González 46' Edison Angulo 46' | wissels      | 46' Carlos Reinoso 46' Nelson Torres |
| Hermenegildo Segrera 77' | rode kaarten | 77' Julio Gallardo |

### Tiende ontmoeting
| Copa América 1979 (Bogota, Colombia, 15 augustus 1979): |              | |
| Colombia | 1 – 0        | Chili |
| Ernesto Díaz 35' | goals        | |
| Blagoja Vidiniḱ | bondscoach   | Luis Santibáñez |
| Pedro Zape Fernando Castro Luis Eduardo Reyes Miguel Escobar Oscar Bolaño Álvaro Muñoz Castro ??' César Valverde Rafael Otero Willington Ortiz Ernesto Díaz Rafael Agudelo ??' | opstellingen | Mario Osbén Alberto Quintano Enzo Escobar Raúl González René Valenzuela Carlos Rivas Eduardo Bonvallet Mario Soto Miguel Ángel Neira Waldo Quiroz ??' Víctor Estay |
| Gabriel Chaparro ??' Arnoldo Iguarán ??' | wissels      | ??' Jorge Peredo |

### Elfde ontmoeting
| Copa América 1979 (Santiago, Chili, 5 september 1979): |              | |
| Chili | 2 – 0        | Colombia |
| Carlos Caszely 15' Jorge Peredo 58' | goals        | |
| Luis Santibáñez | bondscoach   | Blagoje Vidinić |
| Mario Osbén Mario Galindo René Valenzuela Mario Soto Enzo Escobar Carlos Rivas Manuel Rojas Leonardo Véliz Patricio Yáñez ??' Jorge Peredo ??' Carlos Caszely | opstellingen | Pedro Zape Oscar Bolaños Miguel Escobar Luis Reyes Fernando Castro ??' Willington Ortiz César Valverde Gabriel Chaparro Hernán Darío Herrera ??' Arnoldo Iguarán ??' Ernesto Díaz |
| Eduardo Bonvallet ??' Miguel Ángel Neira ??' | wissels      | ??' Rafael Otero ??' Willington Ortiz ??' Jaime Morón |
| | rode kaarten | 57' César Valverde |

### Veertiende ontmoeting
| Vriendschappelijk (Bogota, Colombia, 14 juli 1983): |              | |
| Colombia | 2 – 2        | Chili |
| Alex Valderrama 1' Alex Valderrama 46' | goals        | 52' (pen.) Jorge Aravena 55' Osvaldo Hurtado |
| Efraín Sánchez | bondscoach   | Luis Ibarra |
| Pedro Zape Luis Murillo Nolberto Molina Pedro Blanco ??' Víctor Luna Juan Manuel Ortiz Norberto Peluffo Pedro Sarmiento Alex Valderrama Benjamín Cardona ??' Ernesto Díaz ??' | opstellingen | Roberto Rojas Leonel Herrera Luis Valenzuela René Valenzuela Alejandro Hisis Jorge Aravena Juan Rojas Carvacho Juan Soto Quintana Rodolfo Dubó ??' Juan Carlos Letelier Osvaldo Hurtado |
| Oscar Bolaño ??' Hernán Darío Herrera ??' Jesús Barrios ??' | wissels      | ??' Óscar Herrera |

### Zestiende ontmoeting
| Copa América 1987 (Córdoba, Argentinië, 8 juli 1987): |              | |
| Chili | 2 – 1        | Colombia |
| Fernando Astengo 106' Jaime Vera 108' | goals        | 103' (pen.) Bernardo Redín |
| Orlando Aravena | bondscoach   | Francisco Maturana |
| Roberto Rojas Patricio Reyes Fernando Astengo Eduardo Gómez Luis Hormazábal Patricio Mardones Jaime Pizarro Jorge Contreras Héctor Puebla 81' Juan Carlos Letelier Ivo Basay 54' | opstellingen | René Higuita Luis Herrera Luis Carlos Perea Nolberto Molina Carlos Hoyos Leonel Álvarez Carlos Valderrama José Ricardo Pérez Bernardo Redín 46' Arnoldo Iguarán 67' Juan Jairo Galeano |
| Sergio Salgado 54' Jaime Vera 81' | wissels      | 46' John Jairo Tréllez 67' Antony de Ávila |
| Fernando Astengo ??' Juan Carlos Letelier ??' Patricio Mardones ??' Jaime Vera ??'                                                                                               | gele kaarten | ??' Luis Fernando Herrera ??' Leonel Álvarez ??' José Ricardo Pérez |

### Zeventiende ontmoeting
| Vriendschappelijk (Bogota, Colombia, 5 februari 1989): |              | |
| Colombia | 1 – 0        | Chili |
| Bernardo Redín 63' | goals        | |
| Francisco Maturana | bondscoach   | Orlando Aravena |
| René Higuita Wilson Pérez Luis Carlos Perea Andrés Escobar Carlos Hoyos Leonel Álvarez Alexis García Bernardo Redín Carlos Estrada Sergio Angulo 46' Antony de Ávila 46' | opstellingen | Óscar Wirth Leonel Contreras Jorge Carrasco José Cantillana Claudio Figueroa Juan Carlos Hernández 56' Jaime Ramírez Luis Rodríguez 61' Iván Valdés Juan Carlos Letelier 72' Marcelo Álvarez |
| Jaime Arango 46' 72' Rubén Darío Hernández 46' Jorge Ambuila 72' | wissels      | 56' Carlos Ramos 61' Rubén Martínez 72' Guillermo Carreño |
| | gele kaarten | ??' Luis Rodríguez |
| Leonel Álvarez ??', 71' | rode kaarten | |

### Achttiende ontmoeting
| Copa América 1991 (Santiago, Chili, 17 juli 1991): |              | |
| Chili | 1 – 1        | Colombia |
| Iván Zamorano 74' | goals        | 37' Arnoldo Iguarán |
| Arturo Salah | bondscoach   | Luis Augusto García |
| Patricio Toledo Gabriel Mendoza Lizardo Garrido Eduardo Vilches Javier Margas Miguel Ramírez Jaime Pizarro 75' Fabián Estay Patricio Yáñez Iván Zamorano Hugo Rubio 62' | opstellingen | René Higuita 55' Luis Fernando Herrera Luis Carlos Perea Andrés Escobar Diego Osorio Eduardo Pimentel Leonel Álvarez Freddy Rincón Carlos Valderrama Albeiro Usuriaga 57' Arnoldo Iguarán |
| Jorge Contreras 62' Jaime Vera 75' | wissels      | 55' Wilmer Cabrera 57' Iván Valenciano |
| - Doelman René Higuita van Colombia stopt strafschop van Iván Zamorano in de 31ste minuut.                                                                              |              | |

### Negentiende ontmoeting
| Vriendschappelijk (Santiago, Chili, 20 mei 1993): |              | |
| Chili | 1 – 1        | Colombia |
| Fabián Guevara 48' | goals        | 56' Víctor Aristizábal |
| Arturo Salah | bondscoach   | Francisco Maturana |
| Patrico Toledo Gabriel Mendoza Eduardo Vilches Javier Margas Miguel Ramírez Luis Musrri Fabián Estay Fabián Guevara José Luis Sierra 73' Richard Zambrano 83' Marcelo Vega | opstellingen | Faryd Mondragón Luis Fernando Herrera Andrés Escobar Diego Osorio Luis Carlos Perea Freddy Rincón Alexis Mendoza Harold Lozano Leonel Álvarez 46' Jorge Cruz 46' Adolfo Valencia |
| Pedro González 73' Marco Figueroa 83' | wissels      | 46' John Jairo Tréllez 46' Víctor Aristizábal |

### Twintigste ontmoeting
| Vriendschappelijk (Bogota, Colombia, 6 juni 1993): |              | |
| Colombia | 1 – 0        | Chili |
| Faustino Asprilla 46' | goals        | |
| Francisco Maturana | bondscoach   | Arturo Salah |
| Óscar Córdoba Luis Fernando Herrera Luis Carlos Perea Alexis Mendoza Diego Osorio Gabriel Gómez Leonel Álvarez Freddy Rincón Carlos Valderrama 74' Víctor Aristizábal 72' Faustino Asprilla 72' | opstellingen | Marcelo Ramírez Gabriel Mendoza Eduardo Vilches Miguel Ramírez Javier Margas Fabián Estay Fabián Guevara Marcelo Vega José Luis Sierra 74' Richard Zambrano 46' Juan Castillo |
| John Jairo Tréllez 72' Adolfo Valencia 72' Harold Lozano 74' | wissels      | 46' Rodrigo Barrera 74' Marco Figueroa |

### 21ste ontmoeting
| WK 1998 kwalificatie (Barranquilla, Colombia, 1 september 1996): |              | |
| Colombia | 4 – 1        | Chili |
| Faustino Asprilla 3' Faustino Asprilla 31' Jorge Bermúdez 43' Faustino Asprilla 47'                                                                                                 | goals        | 56' (pen.) Iván Zamorano |
| Hernán Darío Gómez | bondscoach   | Nelson Acosta |
| Faryd Mondragón Alexis Mendoza Luis Quiñónez 57' Jorge Bermúdez José Santa Mauricio Serna Hugo Galeano Carlos Valderrama Harold Lozano Faustino Asprilla 86' Víctor Aristizábal 53' | opstellingen | Nelson Tapia 46' Ricardo Rojas Juan Carlos González Javier Margas Cristián Mora Luis Musrri 86' Fabián Estay 67' Marcelo Vega Iván Zamorano Marcelo Salas Cristián Romero |
| Antony de Ávila 53' Osman López 57' Jhon Ramírez 86' | wissels      | 46' José Luis Sierra 67' Sebastián Rozental 86' Víctor Hugo Castañeda |
| Hugo Galeano 12' Víctor Aristizábal 40' Faryd Mondragón 70' Jorge Bermúdez 86' | gele kaarten | 23' Luis Musrri 42' Juan Carlos González 61' Cristián Romero 70' Cristián Mora 86' Javier Margas                                                                          |
| Alexis Mendoza 55' | rode kaarten | 89' José Luis Sierra |

### 28ste ontmoeting
| WK 2006 kwalificatie (Santiago, Chili, 5 september 2004): |              | |
| Chili | 0 – 0        | Colombia |
| | goals        | |
| Juvenal Olmos | bondscoach   | Reinaldo Rueda |
| Nelson Tapia Moisés Villarroel Luis Fuentes Rafael Olarra Rodrigo Pérez David Pizarro 60' Jorge Acuña Claudio Maldonado Milovan Mirošević 60' Reinaldo Navia 46' Mauricio Pinilla | opstellingen | Miguel Ángel Calero Luis Perea Iván Córdoba Mario Yepes Gerardo Bedoya Jhon Viáfara 56' Giovanni Hernández Fabián Vargas 87' Frankie Oviedo Jairo Castillo 65' Léider Preciado |
| Marcelo Salas 46' Rodrigo Valenzuela 60' Rodrigo Tello 60' | wissels      | 56' Jairo Patiño 65' Elkin Murillo 87' Óscar Asprilla |
| | gele kaarten | 22' Giovanni Hernández 43' Léider Preciado 44' Fabián Vargas 60' Luis Perea 82' Elkin Murillo                                                                                  |
| Claudio Maldonado 20' Rodrigo Pérez 27', 71' | rode kaarten | 17' Jhon Viáfara 71' Jairo Patiño |

### 30ste ontmoeting
| Vriendschappelijk (Santiago, Chili, 16 augustus 2006): |              | |
| Chili | 1 – 2        | Colombia |
| Humberto Suazo 82' (pen.) | goals        | 68' Léider Preciado 88' Elkin Soto |
| Nelson Acosta | bondscoach   | Reinaldo Rueda |
| Claudio Bravo Gonzalo Jara 78' Mauricio Zenteno Rafael Olarra Ricardo Rojas Arturo Sanhueza Claudio Maldonado 78' Luis Jiménez 62' Matías Fernández Jorge Valdivia 72' Humberto Suazo | opstellingen | Julián Viáfara Andrés González Mauricio Casierra Samuel Vanegas 76' David Ferreira Elkin Soto 64' Fabián Vargas Jaime Castrillón 46' Vladimir Marín Yulián Anchico 81' Léider Preciado |
| Alexis Sánchez 62' Esteban Paredes 72' Gonzalo Fierro 78' Manuel Iturra 78' | wissels      | 46' Juan Carlos Escobar 64' Edwin Valencia 76' Jorge Perlaza 81' Luis Yánez |
| - Debuut van aanvaller Esteban Paredes (Santiago Morning) en Gonzalo Fierro (Colo-Colo) voor Chili. - Debuut van Julián Viáfara (América de Cali), Vladimir Marín (Independiente de Avellaneda), Juan Carlos Escobar (Deportes Tolima) en Jorge Perlaza (Deportes Quindío) voor Colombia. |              | |

### 35ste ontmoeting
| WK 2014 kwalificatie (Barranquilla, Colombia, 11 oktober 2013): |              | |
| Colombia | 3 – 3        | Chili |
| Teófilo Gutiérrez 69' Radamel Falcao 75' (pen.) Radamel Falcao 84' (pen.) | goals        | 19' (pen.) Arturo Vidal 22' Alexis Sánchez 30' Alexis Sánchez |
| José Pékerman | bondscoach   | Jorge Sampaoli |
| David Ospina Stefan Medina 46' Luis Perea Juan Cuadrado Mario Yepes Pablo Armero Abel Aguilar 46' Carlos Sánchez 68' Radamel Falcao Teófilo Gutiérrez James Rodríguez                              | opstellingen | Claudio Bravo Marcos González Gonzalo Jara 53' Mauricio Isla Eugenio Mena Gary Medel 61' Jorge Valdivia Carlos Carmona Arturo Vidal 68' Eduardo Vargas Alexis Sánchez                                      |
| Macnelly Torres 46' Fredy Guarín 46' Carlos Bacca 68' Camilo Vargas Faryd Mondragón Cristián Zapata Carlos Valdés Aldo Ramírez Juan Fernando Quintero Alexander Mejía Luis Muriel Jackson Martínez | wissels      | 53' José Rojas 61' Jean Beausejour 68' Francisco Silva Cristopher Toselli Johnny Herrera David Pizarro Matías Fernández Felipe Gutiérrez Charles Aránguiz Humberto Suazo Mauricio Pinilla Júnior Fernándes |
| Pablo Armero 15' David Ospina 19' Juan Cuadrado 45' Mario Yepes 63' Fredy Guarín 80' Radamel Falcao 85'                                                                                            | gele kaarten | 39' Mauricio Isla 74' Francisco Silva 83' Claudio Bravo |
| | rode kaarten | ??', 67' Carlos Carmona |

### 37ste ontmoeting
| Copa América Centenario (Chicago, Verenigde Staten, 22 juni 2016): |              | |
| Colombia | 0 – 2        | Chili |
| | goals        | 7' Charles Aránguiz 11' José Pedro Fuenzalida |
| José Pékerman | bondscoach   | Juan Antonio Pizzi |
| David Ospina Santiago Arias Cristián Zapata Frank Fabra 73' Jeison Murillo Carlos Sánchez Edwin Cardona 46' James Rodríguez Juan Cuadrado 80' Daniel Torres Roger Martínez | opstellingen | Claudio Bravo Mauricio Isla Gary Medel Gonzalo Jara Francisco Silva 30' Pablo Hernández 75' José Pedro Fuenzalida Charles Aránguiz Jean Beausejour Alexis Sánchez 88' Eduardo Vargas |
| Marlos Moreno 46' Sebastián Pérez 73' Carlos Bacca 80' | wissels      | 30' Erick Pulgar 75' Edson Puch 88' Mark González |
| Carlos Bacca 89' James Rodríguez 90' | gele kaarten | 39' Claudio Bravo 45' Alexis Sánchez 65' Jean Beausejour 78' Edson Puch 85' Francisco Silva                                                                                          |
| Carlos Sánchez 41', 57' | rode kaarten | |